# Forte Dallas

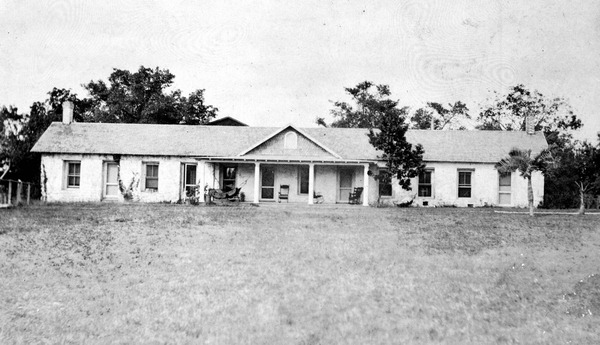
Forte Dallas c. 1930

O Forte Dallas foi uma base militar durante as Guerras Seminoles. Situa-se nas margens do rio Miami, no que é hoje Downtown Miami no condado de Miami-Dade, na Flórida, Estados Unidos.

## História
O antigo forte Dallas tinha sido implementado em 1836, numa plantação de Richard Fitzpatrick, como posto militar dos Estados Unidos (e não como uma fortificação, embora seja provável que existisse uma paliçada à sua volta nos seus primeiros dias) durante as Guerras Seminoles. Foi nomeado em honra ao Comodoro Alexander J. Dallas, da Marinha dos Estados Unidos, na época no comando das forças navais nas Caribes.
O primeiro comandante do posto foi o Tenente F. M. Powell, que ficou no comando durante cerca de dois anos. De 1836 a 1857 foi esporadicamente ocupado por tropas. Foram erguidos vários edifícios, mas hoje em dia apenas existem dois. Existia uma dezena de habitações além do quartel dos escravos e estábulos.
O forte manteve-se nas mãos da União durante a Guerra Civil Americana e foi abandonado depois. Durante a guerra, o local foi ocupado por refugiados de vários locais, e próximo do fim da guerra, por um bando de desperados. Judah P. Benjamim, que serviu como Secretário da Guerra e Secretário de Estado da Confederação, fugiu para Cuba através do Rio Índio e Bay Biscayne. Ao descrever a viagem, refere o rude tratamento que recebeu nas mão dos ocupantes do forte, mas afirma que este fora um bonito e pitoresco local de casas brancas. O interior do forte foi melhorado, e foram tomadas medidas para manter o exterior inalterado.

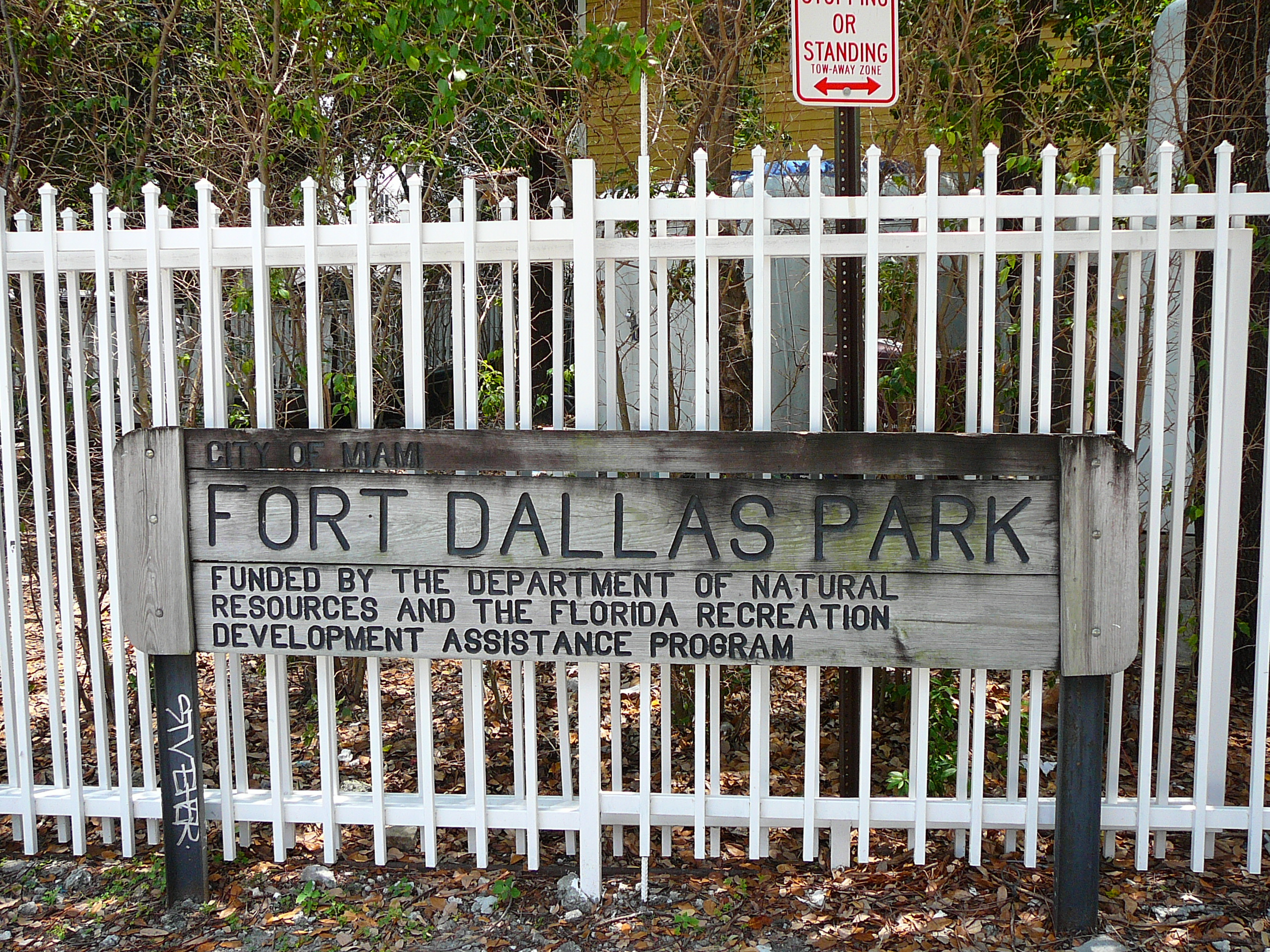
Tudo o que resta desde Maio de 2008 é um parque e uma placa com uma dedicatória.

Quando os soldados deixaram o forte, este tornou-se a base para uma pequena aldeia estabelecida por William H. English, o novo dono, que a chamou de Miami. Alguns dos edifícios foram erguidos do chão e colocados em outros locais. Em 1872, todos os edifícios remanescentes exceto os dois que ainda se mantêm foram queimados devido a um incêndio acidental.